# أولغا إميرسلوند
أولغا إميرسلوند (بالإنجليزية: Olga Imerslund)‏ (9 أبريل 1907 - 23 أغسطس 1987) هي طبيبةُ أطفالٍ نرويجية، اشتهرت لدورها في تحديد وتسمية متلازمة إميرسلوند-غرايسباك.
اكتشفت المتلازمة بالتعاون مع رالف غرايسباك [الإنجليزية]، وهي متلازمةٌ وراثيةٌ نادرة جدًا، تمثل شكلًا من أشكال نقص فيتامين بي12؛ مسببةً فقر الدم. يرجع سوء امتصاص فيتامين بي12 في هذه المتلازمة إلى خللٍ وراثيٍ في مستقبلات الكوبام [الإنجليزية] الموجودة في اللفائفي.
ولدت إميرسلوند في فانغ [الإنجليزية] في هدمارك بالنرويج. كما درست الطب في جامعة أوسلو (1936). ارتبطت إميرسلوند خلال مسيرتها المهنيَّة بعددٍ من المستشفيات، ومنها ريكشوسبيتالت [الإنجليزية] في جامعة أوسلو. تُوفيت في 23 أغسطس 1987.